# My Friend, Mr. Dummy
My Friend, Mr. Dummy è un cortometraggio muto del 1909. Il nome del regista non viene riportato nei titoli di testa del film.

## Trama
Philip non perde tempo al suo club e, quando lo lascia, è completamente brillo. Passando davanti a un negozio di abbigliamento, si scontra con un manichino: si scusa con lui e poi lo invita al bar a bersi una bella birra. Poiché il manichino non risponde, lui si arrabbia e comincia a picchiarlo. Interviene un poliziotto ma, nel parapiglia, il manichino finisce sotto un'auto. Philip, allora, gli dà dei soldi per tacitarlo. Il povero manichino è oggetto di tutta una serie di altri incidenti e viene addirittura ritenuto un cadavere da una signora che abita lì vicino. Alla fine, il proprietario del negozio scopre in strada il suo manichino che non riusciva più a ritrovare e che adesso, ormai, è diventato un oggetto informe. Il negoziante è tutto arrabbiato, ma scenderà a più miti consigli quando, nelle tasche dell'abito del manichino, trova il denaro lasciato da Philip dopo l'incidente.

## Produzione
Il film fu prodotto dalla Lubin Manufacturing Company.

## Distribuzione
Distribuito dalla Lubin Manufacturing Company, il film - un breve cortometraggio della lunghezza di 76,2 metri - uscì nelle sale cinematografiche statunitensi il 12 aprile 1909. Nelle proiezioni, veniva programmato con il sistema dello split reel, accorpato in un'unica bobina con un altro cortometraggio prodotto dalla Lubin, il drammatico The Curse of Gold.